# 高陂镇 (龙岩市)
高陂镇，是中国福建省龙岩市永定县下辖的一个镇，位于永定县北部，面积为116平方公里，常住人口约4.2万人。

## 行政区划
高陂镇共辖2个社区、11个行政村，分别是：
先富街社区、富园社区、富岭村、平在村、增坑村、曲峰村、睦邻村、上洋村、西陂村、黄田村、许佳村、北山村、和兴村、莲花工业园区、永定县先锋烟场。

## 地理
高陂镇位于永定县北部，东、北与新罗区相接，西与虎岗乡为邻，南靠坎市镇、堂堡乡。

## 自然资源
高陂镇自然资源丰富，林地面积11.2万亩，其中竹林面积2.4万亩，活木蓄积量17万立方米。高陂是福建省重点矿区之一，已探明煤炭储量1.3亿吨，石灰石储量8000多万吨，高岭土、耐火土、硅砂、花岗石、锰铁矿等储量大、品位高。

## 交通
- 政永高速、203省道
- 漳龙坎铁路

## 经济
高陂镇经济实力较强，2009年实现社会总产值32.5亿元，比增38%，居永定县首位。
永定县工业发展的主要平台-福建省永定工业园区座落于高陂镇的莲花山，入园项目43个。同时，高陂是龙岩经济技术开发区与永定合作建设的高新园区所在地，是龙岩市及永定县工业发展的主要承接平台。

## 教育
- 永定县高陂中学
- 永定县高陂二中